# Consell Regional del Franc Comtat

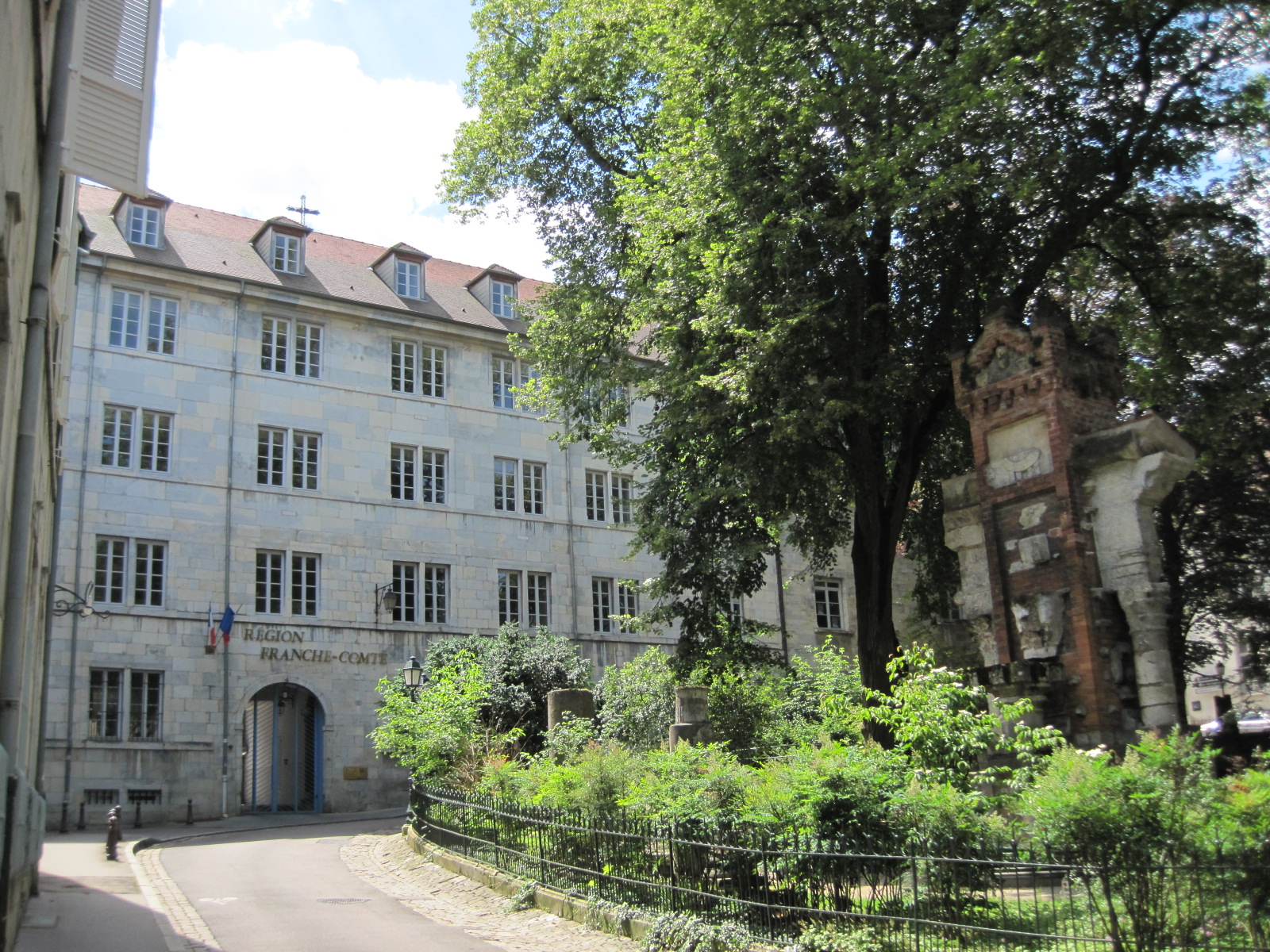
Seu del Consell Regional

El Consell regional del Franc Comtat era l'assemblea elegida que dirigia la regió francesa del Franc Comtat. Estava format per 43 membres elegits cada sis anys. La seu era a Besançon. Va desaparèixer el 31 de desembre de 2015.

## Composició
- 20 consellers pel Doubs
- 9 consellers pel Jura
- 10 consellers per l'Alt Saona
- 4 consellers pel Territori de Belfort

## Presidents del Consell Regional
- Edgar Faure (1974-1981)
- Jean-Pierre Chevènement (1981-1982)
- Edgar Faure (1982-1988)
- Pierre Chantelat (1988-1998)
- Jean-François Humbert (1998-2004)
- Raymond Forni (2004- † 5 de gener de 2008)
- Marie-Guite Dufay (2008-2015)

## Composició política

### Eleccions de 2010
| Cap de llista | Cap de llista        | Llista               | Primera volta | Primera volta | Segona volta | Segona volta | Escons | Escons |
| Cap de llista | Cap de llista        | Llista               | #             | %             | #            | %            | #      | %      |
| ------------- | -------------------- | -------------------- | ------------- | ------------- | ------------ | ------------ | ------ | ------ |
|               | Alain Joyandet       | Majoria Presidencial | 128 225       | 32,13         | 173 582      | 38,36        | 12     | 27,90  |
|               | Marie-Guite Dufay*   | PS-MRC-PRG-DVG       | 119 160       | 29,86         | 214 505      | 47,41        | 27     | 62,80  |
|               | Alain Fousseret      | Europa Ecologia      | 37 333        | 9,36          | 214 505      | 47,41        | 27     | 62,80  |
|               | Sophie Montel        | FN                   | 52 440        | 13,14         | 64 370       | 14,23        | 4      | 9,30   |
|               | Evelyne Ternant      | Front de gauche      | 16 172        | 4,05          |              |              |        |        |
|               | Christophe Grudler   | MoDem-AEI            | 14 036        | 3,52          |              |              |        |        |
|               | Laurence Lyonnais    | NPA                  | 13 087        | 3,28          |              |              |        |        |
|               | Christophe Devillers | PDF-MNR              | 9 820         | 2,46          |              |              |        |        |
|               | Claude Buchot        | Ecologia Solidària   | 4 471         | 1,12          |              |              |        |        |
|               | Michel Treppo        | LO                   | 4 314         | 1,08          |              |              |        |        |
|               |                      |                      |               |               |              |              |        |        |
| Inscrits      | Inscrits             | Inscrits             | 811 387       | 100,00        |              |              |        |        |
| Abstenció     | Abstenció            | Abstenció            | 396 509       | 48,87         |              |              |        |        |
| Votants       | Votants              | Votants              | 414 878       | 51,13         |              |              |        |        |
| Blancs i nuls | Blancs i nuls        | Blancs i nuls        | 15 820        | 3,81          |              |              |        |        |
| Vots vàlids   | Vots vàlids          | Vots vàlids          | 399 055       | 96,19         |              |              |        |        |

* llista de la presidenta sortint